# Helmut Griem
Helmut Griem (Amburgo, 6 aprile 1932 – Monaco di Baviera, 19 novembre 2004) è stato un attore tedesco.

## Biografia
Helmut Griem nasce ad Amburgo, dove muove i primi passi come attore al teatro Thalia. Durante la sua carriera ha alternato ruoli nel cinema ed in teatro, prima come attore (lo si ricorda in Cabaret di Bob Fosse, del 1972) successivamente come regista; è noto al pubblico italiano per le sue apparizioni nei film La caduta degli dei (1969), Ludwig (1972) e Il deserto dei Tartari (1976), e nella miniserie Piccolo mondo antico (2001).

## Filmografia parziale
- Oggi a Berlino, regia di Piero Vivarelli (1962)
- Il diavolo sotto le vesti (À cause, à cause d'une femme), regia di Michel Deville (1963)
- La caduta degli dei, regia di Luchino Visconti (1969)
- Uomini e filo spinato (The McKenzie Break), regia di Lamont Johnson (1970)
- La morale di Ruth Halbfass (Die Moral der Ruth Halbfass), regia di Volker Schlöndorff (1972)
- Ludwig, regia di Luchino Visconti (1972)
- Cabaret, regia di Bob Fosse (1972)
- Il deserto dei Tartari, regia di Valerio Zurlini (1976)
- La nave dei dannati (Voyage of the Damned), regia di Stuart Rosenberg (1976)
- Germania in autunno (Deutschland im Herbst), di registi vari (1978)
- L'alibi di cristallo (Die gläserne Zelle), regia di Hans W. Geißendörfer (1978)
- Il morbo di Amburgo (Die Hamburger Krankheit), regia di Peter Fleischmann (1979)
- Specchio per le allodole (Breakthrough), regia di Andrew V. McLaglen (1979)
- Malou, regia di Jeanine Meerapfel (1981)
- La trappola originale - miniserie TV, 2 episodi (1982)
- La signora è di passaggio (La passante du Sans-Souci), regia di Jacques Rouffio (1982)
- Il tenente del diavolo (The Devil's Lieutenant), regia di John Goldschmidt (1984)
- La seconda vittoria (The Second Victory), regia di Gerald Thomas (1986)
- A proposito di quella strana ragazza, regia di Marco Leto (1989)
- Lourdes, regia di Lodovico Gasparini - miniserie TV (2000)